# Nordijska mitologija
Nordijska mitologija dio je germanske mitologije (tzv. sjevernogermanska mitologija), ali je poznatija od mitologije ostalih germanskih naroda. Razlog tomu je činjenica da su narodi Skandinavije i Islanda pokršteni kasnije pa su, prema tome, duže njegovali svoja pretkršćanska vjerovanja. Zbog toga je nordijska mitologija daleko bogatija materijalom za proučavanje, što je utjecalo na to da se danas u većini jezika termin nordijska mitologija koristi u širem smislu, za mitologiju svih germanskih naroda. 
Najveći dio izvora nastao je na Islandu između 12. i 14. stoljeća na staroislandskom ili staronordijskom jeziku, a koji je u to vrijeme bez većih poteškoća bio razumljiv i u Skandinaviji. 
Nordijska se mitologija razvijala do otprilike 12. st. kada je kršćanstvo iskorjenjuje, ali se i posljednja 2 – 3 stoljeća njezinog razvoja odvijaju u sredini u kojoj postoji određeni kršćanski utjecaj. Važna je i činjenica da gotovo svi izvori potječu iz vremena nakon pokrštavanja i da su njihovi zapisivači kršćani koji zapisuju materijal i njima samima dalek, kako u vremenskom smislu, doslovce nekoliko stoljeća, tako i u percepciji i shvaćanju toga pogleda na svijet. Tu su i česte nepodudarnosti pa čak i kontradiktornosti među izvorima. Sve su to činjenice zbog kojih nikada nećemo imati potpunu i cjelovitu sliku o nordijskoj mitologiji. No, s druge strane, ona zasigurno nikada nije ni bila cjelovita. Kao što se sjevernogermanska razlikuje od mitologija ostalih Germana, a u starijim razdobljima su te razlike bile manje od onih u kasnijim razdobljima, vrlo je vjerojatno da postoje, naravno manje, i razlike na nordijskom području. Naime, na prostoru koji zauzima približno 1.000.000 km2, u vrijeme kad se religija čuvala i prenosila usmenim putem i kad je postojalo mnogo bogova, pojedina su mjesta gajila kult različitih bogova, što potvrđuju i toponimi i arheološki nalazi. Prema tome, sasvim je vjerojatno da su pojedini mitovi na pojedinim područjima imali različitu sudbinu, čuvali su se, mijenjali ili zaboravljali.

## Najznačajniji izvori
1. Starija edda (Poetska ili Sæmundar edda). Rukopis Edde Sæmundija Učenog (Edda Sæmund multiscii) poznat je i pod nazivom Codex regius, potječe iz 12. ili 13. st., a vjerojatno je samo prijepis starijega rukopisa.
2. Mlađa edda (Prozna ili Snorra edda). Edda Snorrija Sturlusona (1179. – 1241.) nastala je oko 1220. na Islandu, a može se reći da je svojevrsni priručnik za pjesnike.
3. Skaldska poezija. Pretpostavlja se da se razvila u 9. st. u Norveškoj.
4. Heimskringla (Krug svijeta). Ovo Sturlusonovo djelo donosi povijest norveških kraljeva od početka do 12. st. Osobito je važna Ynglinga saga (Saga o Inglinzima) u kojoj opisuje legendarnu švedsku vladarsku dinastiju koja potječe od bogova.
5. Gesta Danorum. Djelo Danca Saxa Grammaticusa (12. – 13. st) koji u prvih 9 knjiga (od ukupnih 16) donosi povijest drevnih bogova i heroja.
6. Arheološki ostaci: oslikano kamenje, kipići, runski zapisi, a važni su i toponimi koji često sadržavaju imena pojedinih bogova.

## Kozmogonija
Postoje četiri značajna izvora koja govore o postanku svijeta. To su tri pjesme iz Starije edde: Völuspá (Viđenje proročice), VafÞrúðnismál (Vaftrudnirove riječi) i Grímnismál (Grimnirove riječi) te njihova sinteza u Proznoj eddi.
U početku nije bilo ničega, samo bezdan Ginnungagap. Prvo je na jugu stvorena zemlja Muspell. Tamo je izuzetno vruće jer ta zemlja plamti i gori, a na njenom kraju sjedi njen čuvar Surt (Crni) koji ima plamteći mač kojim će, nakon što pobijedi bogove u Ragnaroku, spaliti čitav svijet. 
Potom je napravljen i Niflheim, zemlja leda i magle usred koje leži izvor Hvergelmir iz kojeg izvire 11 rijeka. Led i hladnoća širili su se prema jugu, a vatra i vrućina prema sjeveru te se sretoše u praznini Ginnungagap. Vatra je topila led i od kapljica je nastao div Ymir, zvan i Aurgelmir. Bio je on prvi mrazni div, a bio je zao. Oznojio se za vrijeme sna i od kapljica njegova znoja pod lijevim pazuhom nastanu muškarac i žena, a iz nogu mu nastane još jedan div. Tako nastadoše rodovi mraznih divova. 
Slično kao i Ymir, nastala je i krava Audhumla iz čijeg su vimena tekle četiri rijeke mlijeka kojim se Ymir hranio; sama se hranila ližući slani led. Tako prvoga dana uvečer ližući naiđe na kosu, drugoga dana otopi led oko glave, a treći dan oslobodi cijelo biće. Bio je to Buri. On je potom dobio sina Bora koji se oženio Bestlom, kćerkom diva Boltorna. 
Bor i Bestla imadoše tri sina: Odina, Vilija (koji se zove i Lodur) i Veja (ili Henira). Njih trojica ubiše Ymira, pri čemu su se u njegovoj krvi utopili svi mrazni divovi osim Bergelmira i njegove žene koji su načinili čamac od izgubljena drveta i tako se spasili.
Braća odniješe Ymirovo tijelo u središte Ginnungagapa i od mesa načiniše zemlju, od krvi rijeke, jezera, more i ocean kojim okružiše zemlju. Od kostiju napraviše planine, od zubi i čeljusti kamenje i stijene. Od lubanje stvoriše nebo i postave ga iznad zemlje, a na četiri strane postave na stražu po jednog patuljka; bili su to Austri (Istok), Vestri (Zapad), Nordri (Sjever) i Sudri (Jug). Uzeše potom iskre iz Muspella i staviše ih na nebo kao zvijezde a stvoriše im i putanje kojima su se ta tijela kretala. Od Ymirova mozga napraviše oblake. 
Ovako stvorena, zemlja je bila kružnog oblika, a okruživao ju je ocean čije obale, Jotunheim, braća daju divovima da si izgrade dom Utgard. Unutrašnjost su ogradili Ymirovim obrvama kako bi se obranili od divova; to je Midgard. Potom su sagradili sebi utvrdu u središtu svijeta i nazvali je Asgard. Asgard i Midgard povezuje most ognjene duge zvan Bifrost, a samo su ga bogovi mogli prijeći jer on štiti Asgard od divova i smrtnika. Na njemu je stražario bog Heimdall.
Šetajući obalom, Odin i braća naiđu na dvije naplavine drveta. Odin im udahne dah života, Vili im podari razum i pokretnost, Ve im dadne oblik, govor i osjete. Tako su nastali Ask (Jasen) i Embla (Brijest), prvi ljudi od kojih su potekle sve ljudske rase. Bogovi ih udomiše u Midgardu.
Niflheim, područje vječnog leda i tame nalazi se daleko na sjeveru od Midgarda a udomljuje duše onih koji su umrli od bolesti ili starosti (duše ratnika idu u Valhalu). Ovdje vlada božica Hel. Tamo živi i zmija Nidhoggr u izvoru Hvergelmir koja se hrani mrtvim tijelima, a kako je naklonjena divovima, gricka i korijen ‘svjetskog drveta’, jasena Yggdrasila. 
Još uvijek postoji i Muspell, zemlja vatre i ognja gdje živi istoimeni div koji sa svojim sinovima čeka da ih Surt povede u Ragnarok.
U središtu svijeta stoji golemi jasen Yggdrasil, zvan i ‘svjetsko drvo’. Njegove grane pokrivaju svijet svojom sjenom, a njegova tri korijena služe mu kao temelj, no unatoč tome, past će za vrijeme Ragnaroka. Jedan se korijen nalazi u Asgardu; ispod njega je sveto, tzv. Urdino vrelo gdje bogovi imaju svoje sudište i gdje obitavaju tri norne ili suđenice. To su Urd (Prošlost), Vernandi (Sadašnjost) i Skuld (Budućnost). One određuju sudbine ljudi i bogova. Svaki čovjek ima svoje norne; neke su dobre, neke manje dobre, neke su zle. Norne prskaju vodom iz vrela jasen da mu se grane ne osuše. Drugi Yggdrasilov korijen stoji ponad Niflheima, carstva mrtvih, kod izvora Hvergelmir gdje ga gricka zmija Nidhoggr. Treći korijen je u Jotunheimu, zemlji divova, a ispod mjesta gdje se korijen okreće u tom smjeru je Mimirovo vrelo. Mudar postaje onaj tko popije iz tog vrela. U granama Yggdrasilovim sjedi orao koji mnogo zna, a među očima mu sjedi sokol Vedrfolnir. Vjeverica Ratatosk trčkara po jasenu i prenosi glasine između orla i Nidhogga. U krošnji žive i četiri jelena koja mu brste lišće.

## Teogonija
Postoje dvije skupine bogova: Asi, bogovi rata i Vani, bogovi blagostanja, zdravlja i plodnosti. Oni su dugo međusobno ratovali, no kako niti jedni nisu mogli pobijediti, odlučiše sklopiti primirje te razmijeniše taoce. Asi su dobili Njorda i njegovu djecu, Freya i Freyju, te Kvasira, najmudrijeg diva. Vani dobiše Henira koji je trebao biti dobar vojskovođa i Mimira koji ga je u svemu podučavao i bez kojeg se Henir nije snalazio. Shvativši da su prevareni, Vani odrubljuju glavu Mimiru i šalju je Asima. Odin je sačuvao Mimirovu glavu konzervirajući je uz pomoć raznih trava i čarolija, a ona mu je govorila mnoge mudre stvari.

### Asi
- Odin, često zvan i Svih Otac, smatra se najstarijim i najmoćnijim od svih bogova.
- Thor ili Vignir najstariji je Odinov sin.
- Baldr je među bogovima najomiljeniji. Sin je Odina i Frigg, suprug Nanne, otac Forsetija.
- Bragi je sin Odina i Gunnlög, kćeri diva Suttunga.
- Heimdall, Hallinskidi ili Gullintanni poprilično je enigmatičan bog; govori se da je sin devet majki koje su jedna drugoj sestre.
- Tyr je bog rata.
- Loki, zvan i Lopt i Hvedrung, zapravo nije bog iako živi s njima u Asgardu.
- Vidar je sin Odina i žene-diva Grid. On je najjači bog nakon Tora. Osvetit će smrt očevu tako što će ubiti vuka Fenrisulfa.
- Hodr je slijepi bog, ubio je svog brata Baldra.

### Vani
- Njord je bog mora.
- Frey; zove se još i Frö, Atridi i Menglad, a nekad se zvao i Yngvi.
- Freyja, Mardell ili Syr božica je ljubavi i ljepote.
- Frigg ili Hlin Odinova je žena, majka je mnogih bogova.
- Henir (Ve) i Lodur (Vili) Odinova su braća koja su mu pomogla stvoriti svijet i ljude.
- Ull je bog zime; Sifin je sin i Torov posinak. Najbolji je klizač i strijelac.

### Ostala bića
- Divovi. Postoje dvije vrste divova: mrazni divovi i vatreni divovi. Obje vrste su u neprestanom sukobu s bogovima. Unatoč tome, česti su brakovi između divova i bogova.
- Vilenjaci (staronord. álfar) žive u blatu ili u stijenama. Prinosila im se krv bika pri žrtvovanju bogovima u čast.
- Fylgjur (hrv. „priviđenja”) mogu poprimiti oblik žene ili životinje, a može ih se izuzetno rijetko vidjeti, izuzev u snovima ili u trenutku smrti.
- Dise (staronord. dísir) su njima bliska bića koja se predstavljaju kao ženski duhovi čuvari.
- Landvœttir (hrv. „duhovi zemlje”)
- Patuljci (staronord. dvergar) bili su vrlo mudri i sposobni; oni su načinili gotovo sve blago i gotovo sve čarobne predmete što ih bogovi posjeduju, npr. Torov malj Mjollnir, Odinov prsten Draupnir, Freyev brod Skidbladnir i druge. Prema nekima, stvorili su ih bogovi; drugi kažu da su se javili još na početku kao crvi u Ymirovu mesu. Živjeli su u planinskim pećinama i uglavnom su bili prijateljski raspoloženi prema ljudima.
- Trolovi su zla demonska bića srodna divovima.
- Valkire (staronord. valkyrje) lijepe su djevojke koje Odin šalje na bojno polje da odaberu ratnike od kojih polovica pripada njemu, a polovica Freyji. One odlučuju o pobjednicima, a s njima jaše i najmlađa norna, Skuld. Valkire također poslužuju ratnike u Valhali (Valhall).

## Eshatologija
Ragnarok (povijest i usud bogova, staronord. ragnarök) Snorri Sturluson je zamijenio riječju ragnarökr (sumrak bogova) te se taj pojam ustalio i proširio prijevodima. Ragnarok će neposredno najaviti velika i duga zima Fimbulvetr. U svijetu će se voditi mnogi ratovi u kojima se neće poštovati niti srodstvo. Vuk Fenrisulf će se osloboditi uza. Loki također. Muspellov brod Naglfari, načinjen od nokata mrtvih ljudi, je dovršen, odvezat će se i krenuti u smrtni pohod. Brodom će upravljati div Hrym. Fenrisulf je toliko razjapio čeljust da je zagrizao i u nebo i u zemlju. Njegova sestra, zmija Midgardsorm, prolijeva otrov posvuda. Razderat će se nebo i vatreni div Surt povest će Muspellove sinove prema bojištu Vigrid preko mosta Bifrosta koji pritom puca jer može izdržati samo bogove. Loki dovodi mrazne divove i stanovnike Niflheima, carstva mrtvih. Bog Heimdall, čuvar Bifrosta puše u rog Gjallarhorn i poziva bogove na vijećanje. Odin se savjetuje s Mimirom, a potom vodi bogove i ratnike u boj. Odina proguta Fenrisulf kojeg ubija Odinov sin Vidar. Freya ubija Surt jer nema svoga mača. Pas Garm i Tyr se međusobno ubiju. Zmija Midgardsorm i Tor također, kao i Loki i Heimdall. Potom Surt zapali čitav svijet.
No, zemlja nije mrtva, ona će se ponovno obnoviti. Odinovi sinovi Vidar i Vali žive jer ih oganj nije spalio. Doći će i Torovi sinovi Modi i Magni, a uskrsnut će i Baldr i Hodr. Spasilo se i dvoje ljudi, Liv (Živi) i Leiftrasir (Životnost); oni će ponovno obnoviti ljudsku rasu.

## Poveznice
- Nordijska grupa je grupa Saturnovih prirodnih satelita nazvanih po likovima iz nordijske mitologije
- Berserkeri
- Sumar i Vet
- Hraesvelg, div u obliku orla

## Vanjske poveznice
- Nordijska mitologija